# Nicolas Lud
Pour les articles homonymes, voir Lud (homonymie).
Pour les autres membres de la famille, voir Famille Lud.
Nicolas Lud est un secrétaire du duc René II de Lorraine.

## Biographie
Fils de Johannes Lud de Pfaffenhoffen et neveu du chanoine Vautrin Lud, il participe au Gymnase vosgien où il fut l'un des auteurs du planisphère de Waldseemüller qui, en hommage à Amerigo Vespucci, donne le nom America au continent récemment découvert.